# 海鯤級潜水艦
海鯤級潜水艦（かいこん（拼音: Hai Kun ハイクン）きゅうせんすいかん、英: Hai Kun-class submarine）は、中華民国（台湾）の潜水艦。計画段階では国産防衛潜水艦（英語：Indigenous Defense Submarine、略称：IDS）と呼ばれ、中華民国国防部による正式な計画名は「海昌計画」、通称は「潜艦国造」と呼ばれ、台湾が初めて自主建造した通常動力型潜水艦で、当時の海軍司令であった陳永康上将の在任中の2014年に計画が始まり、黃曙光上将の在任中の2016年に初めて正式に予算化された。
艦名は、中華民国海軍の命名規則である「海」＋動物名に則り、「海」＋「鯤」（『荘子』逍遥遊篇で語られている伝説の超巨大魚）の組み合わせとなった。

## 発展起源
台湾は西太平洋に位置し、石油や天然ガスなどの化石燃料資源が豊富でないため、燃料や原材料は海路で輸入する必要があり、国際貿易も海路に大きく依存しているため、台湾との間の海運の中断は敵軍からの圧力手段になるに違いない。
台湾の空海の輸送を封鎖する可能性が最も高いのは中華人民共和国であり、中国人民解放軍海軍（PLAN）は水上艦艇と潜水艦の巨大な艦隊を有し、中国人民解放軍空軍とロケット軍も規模の点で優勢であるため、中国人民解放軍海軍による水上艦艇と潜水艦の封鎖を前にして、台湾海軍の水上艦隊と対潜哨戒機は、制空権がなかったり、天候が悪かったり、風波が強すぎたりすると、自由航行の維持や対潜戦の任務を円滑に遂行することができなくなり、潜水艦だけが制空権がなかったり、天候が悪かったりすると、対潜戦を継続し、敵の封鎖に対抗し、上陸戦を仕掛けようとする敵艦隊に対抗することができるため、潜水艦は非対称戦において重要な艦種となっている。
早くも1980年、当時の海軍総司令部副司令であった劉和謙中将は、剣龍級潜水艦を購入するために国家からの財政支援を求めていたとき、当時の中華民国総統であった蒋経国に対し、台湾海軍は何としても潜水艦を取得し、潜水艦隊を構築しなければならないと述べた。 しかし、この2隻の剣龍級潜水艦の就役後、外交的な困難から、台湾海軍は2010年代になってもなお、近代的な潜水艦(剣龍級)2隻と第二次世界大戦時の米海軍の旧式潜水艦(海獅級)2隻しか保有しておらず、潜水艦部隊を増強する必要性を満たすことはできなかった。
近隣諸国や中国人民解放軍海軍が2010年代に新型潜水艦を装備・購入・発注し、フィリピンも2020年代に新型潜水艦を取得しようとしているため、台湾海軍の潜水艦隊の規模と戦力はアジア太平洋地域で大きく遅れをとることは間違いなく、中華民国海軍は潜水艦取得計画を開始し、陳水扁政権と馬英九政権の初期段階における米国からの潜水艦購入計画「光華8号」、馬英九政権の後期段階における「潜艦国造」予備工作、蔡英文政権下で本格的に始動した「国産防衛潜水艦計画（海昌計画）」を経てきた。
数年の進化を経て、2010年代半ばに台湾海軍が初めて自力で潜水艦を建造しようとした結果、海鯤級潜水艦が誕生した。この潜水艦は中華民国海軍が過去100年間に近代的な潜水艦艦隊を構築するための大きなマイルストーンとなった。この計画を通じて、台湾海軍は潜水艦の国産化産業チェーンを確立し、台湾で新型潜水艦を独自に建造する能力を確立し、台湾海軍における潜水艦の陳腐化と新型潜水艦の更新不足というジレンマを解消した。
海鯤級潜水艦の任務の一つは、西太平洋に侵入する敵艦隊を迎え撃ち、台湾近海が容易に包囲・封鎖されるのを防ぐことであり、また、前級の剣龍級潜水艦と同様に待ち伏せを行い、台湾の安全を脅かす敵艦と戦うことである。

## 歴史

### 自主建造の計画（2014-2015）
オバマが2009年に米大統領に就任して以来、潜水艦の売却に同意していないこと、中華民国海軍が保有する潜水艦は4隻しかなく、そのうち2隻は第二次世界大戦から使用されている旧式潜水艦であり、最新のオランダ製潜水艦2隻でさえ30年近く使用されていることから、馬英九政権は政権後半になって独自に潜水艦を建造することに変更した。
当時の中華民国海軍司令であった陳永康海軍上将は、対外的に「台湾は長い間待っている余裕はない」と公然と強く表明し、海軍はすでに「潜艦国造」に着手し、他国に人員を派遣して潜水艦の設計と建造に関する情報を収集し、海獅級潜水艦の延寿＆アップグレードと剣龍級潜水艦の寿命中近代化を同時に実施した。これら現存する4隻の潜水艦には代替の期限がなく、戦闘能力を維持するために改装やアップグレードを行わなければならないという事実とは別に、「潜艦国造」するための事前準備としても使われている。
2014年1月9日、中華民国海軍は、潜水艦の機械の老朽化のため、2015年にリバースエンジニアリングを実施し、潜水艦の運用寿命を延ばすために、耐圧殻、戦闘システム、ディーゼル機関などの付属品を交換する計画を示した。改修工事の経験と結果は、将来の新型潜水艦建造の基礎となる可能性は否定できない。
2015年7月1日、潜水艦に関する業務を担当する「海星小組(ヒトデプロジェクトチーム)」が再び業務を再開し、「潜艦国造」計画が再始動した。
中華民国国防部は、ベンダーを選択する公開入札を実施する2015年末の前に、「潜艦国造第1段階契約設計」を発表し、試作艦の完成は早くて2024年、潜水艦の設計には3年、試作艦の建造には5年程度かかるとみられており、試作艦の設計から完成まで約10年、試作艦の進水は最短で2024年、その後1年間の戦術テストと評価を経て2025年に正式就役となる。
2015年8月31日、中華民国国防部は2016年国防予算案を提出し、その中で海軍司令部は「潜艦国造第1段階契約設計」計画を開始することを決定し、投資額は約30億元と見積もられ、5年以内に設計を完了するとしている。

### 潜艦国造の実施（2016年～現在）
2016年5月20日、民進党の蔡英文政権が発足した。5月27日、李喜明海軍上将が国防部軍政副部長に任命され、黃曙光海軍副司令が司令に昇進、同年6月1日に発効した。これは、現役の上将を政副部長に昇格させる従来の慣例を破ったものであり、この2人の海軍上将が今後「潜艦国造」政策を推進する実質的な幹部であることを表している。また、蔡英文総統の中華民国総統選挙期間中、訪米した米政界に対し、潜水艦建造に対する台湾の意向と態度を表明した。同年6月20日、海軍は高雄国際海事造船国防産業博覧会の台北招待会議に招待され、「潜艦国造」を含む12の造船計画を発表した。7月6日付の『自由時報』は、中華民国国防部が翌日、立法院に国艦国造と15年の部隊増強構想報告すると報じた。会議ではまた、船体の80％、兵器システムの83％が自主建造であると述べたが、「潜艦国造」についてはあいまいだった。7月21日、蔡英文総統はワシントン・ポストの上級副編集長Lally Weymouth氏との独占インタビューで、馬英九前総統のように今後も通常動力型潜水艦の取引について米国の承認を求めるのかと問われ、台湾は「潜艦国造」を開発しようとしていると答えた。
2016年8月1日、台湾国際造船は2011年に設立された対策本部「潛艦小組(潜水艦プロジェクトチーム)」を正式組織に編入し、「台湾国際造船潜水艦開発センター（Submarine Development Center of CSBC, SDCC）」に格上げした、蔡英文政権が精力的に推進している「国艦国造と潜艦国造」政策に基づき、董事長が同センターの招集者、総経理が同センターの副招集者、副総経理が同センターの主任を務めている。

### 契約設計
2017年3月21日、蔡英文総統は台湾・高雄市左営区で行われた「海軍106年遠洋練習航海派遣式と潜艦国造設計起動・覚書調印式」に出席し、国防部、国家中山科学研究院(NCSIST)、台湾国際造船による潜艦国造に関する覚書が締結された。台湾国際造船の鄭文龍董事長によると、試作艦の設計には4年、建造にはさらに3～4年かかる。 2016年12月から数えると、試作艦は8年以内に進水し、10年以内に就役。
2017年8月23日、2017年台北国際航空宇宙・防衛産業博覧会を報じたメディアは、IDSの外観設計と構造がおおむね確定したと報じ、入手が最も困難な戦闘システムなどの「赤区装備品」については、匿名の関係者が、装備品メーカーが予備的に確定し、一部は契約まで済んでいることを初めて確認したと報じた。
2018年9月26日、台湾メディアは、同年1月に台湾国際造船潜水艦開発センターが、台湾国際造船の設計図の実現可能性を検討するため、英領ジブラルタルのガブロン・リミテッド社（Gavron Limited）、略してGL社に技術総顧問の入札を落札したことを初めて公開し、野党の世論と論争を巻き起こしていた。10月1日、当時の海軍参謀長・李宗孝は立法院で、「潜艦国造案は比較的特殊で、このGL社は入札の『政府調達法』に基づき、要件に合致しており、『輸出許可を持つ唯一の企業』なのである。

### 輸出許可
潜水艦建造技術と潜水艦装備の輸出は、国際舞台で極めて敏感な販売と合作案件であり、現代潜水艦は中国が台湾の入手を最も心配する海軍装備の一つでもあるため、外注部品や技術移転プロジェクトが露見すれば、中国が輸出国やメーカーに強い圧力をかけ、妨害するのは必至だ。そのため、同計画の実施中、台湾がすでに開発・生産能力を持つ「緑区装備品」を除き、台湾に製造能力がない「赤区装備品」や、入手は困難だが台湾にある程度の自国製造能力がある「黄区装備品」については、計画の実施中、装備や技術の入手先が極秘とされ、技術協力を惜しまない国は、間諜活動や妨害工作を避けるため、一見無関係な会社を設立したり、退職した人材を通すなどの方法をとることが多く、潜艦国造案の過程でに多くの人々が疑問を抱いているのだ。
2018年の潜艦国造の技術総顧問契約は、GL社が獲得したもので、同年と2019年の立法院の予算審査では、野党国民党を中心とする青陣営の議員たちから、詐欺企業やペーパーカンパニーかないか、技術輸出許可証は持っているのか、と強く追及された。英国の武器輸出反対ネットワークのウェブサイトが英国の対外武器売却を照合する2023年3月まで確認されないが、イギリス政府が2019年以降、潜水艦関連の部品や技術、ソフトウェアを台湾に輸出するために国内企業に50件の許可を与えており、その総額は3億8000万ポンド（約142億7000万台湾ドルに換算）付与している。
2018年4月7日、米国務省は、台湾の潜艦国造に米国の潜水艦メーカーが参加するための計画、潜水艦装備に関する技術情報を台湾に提供し、「赤区装備品」を台湾に輸出するライセンスを申請する権限を与えるマーケティング承認証明書の付与に合意したことを発表した同年、立法院は第2段階試作艦1隻に493億6,170万9,000台湾ドルの予算を割り当てた。
2021年1月5日、米国務省は「潜艦国造の統合、設置、運用、訓練、試験、修理を支援するため、技術データと防衛サービスを含む防衛品の輸出をイタリア、台湾、イギリスに許可するつもりである」とする書簡を議会に送った。 この書簡が米連邦官報に掲載されたのは同年10月18日のことで、実際の金額も請負業者も明らかにされていない。しかし、この時間枠は、中華民国国防部長邱国正が2021年3月16日に立法院で発表した、戦闘システム、デジタルソナーシステム、補助装備システムの統合を含む3つの「赤区装備品」すべてが米国の輸出許可を得たという発言と一致している。
2021年11月のロイターの調査では、GL社に関連する求人広告やソーシャルメディアのの投稿を追跡し、台湾国際造船の潜水艦の設計に参加するために募集された、米国、イギリス、オーストラリア、韓国、インド、スペイン、カナダを含む少なくとも7カ国のエンジニア、技術者、退役した海軍将校が採用された、イギリス海軍潜水艦隊のイアン・マクギー(Ian McGhie)退役代将がその中心人物であった。関係者は目立たないようにしているが、潜艦国造プロジェクトグループの召集者である黃曙光退役上将は、2023年9月の取材で次のように語っている。「GL社のメンバーには、退役したイギリス海軍少将やロンドン大学の教授、流体力学の専門家も含まれており、そのグループのおかげで多くの助けを受けている」。
ロイターの報道では、防衛省は中国の反発を懸念して技術支援を断念したと書かれていたが、台湾メディアは、台湾国際造船が日本の造船関連企業を退職した技術者を雇い、潜水艦の生産工場の計画を指導し、台湾国際造船に潜水艦の耐圧殻の溶接技術を教えたこと、日本台湾交流協会台北事務所の岡島洋之副代表が「海鯤」の命名・進水式典に招待されたことなどを報じている。
2022年6月7日、複数の韓国メディアは、ハンファオーシャンの下請け会社の従業員が、韓国の最新潜水艦「島山安昌浩級」を含む多数の韓国製潜水艦の設計図を台湾国際造船に流出させた疑いがあると報じ、事件の関係者が潜水艦の部品まで直接台湾に持ち込み、空港で発見された際、これらの部品は洋上風力発電の建設に使われると主張し、韓国警察に逮捕されたと報じた。この事件は、韓国潜水艦の技術ソースの母国であるドイツの介入によるものなのか、台湾で建造中の試作艦への影響はないのか、世間を騒がせたことがある。台湾国際造船は声明を発表し、「台湾製潜水艦の排水量は2,000トン、韓国の潜水艦の排水量は3,000トンであり、装備や舵翼の構成はすべて異なっており、盗作という疑いはまったくない」と明らかにした。2023年9月28日、台北韓國代表部代表李殷鎬は、「海鯤」の命名・進水式典に出席した。

### 起工
2019年4月15日、台湾蘋果日報は、試作艦は6つの船体パーツに分けて建造され、潜水艦建造専用工場の主工場では、同時に3隻の潜水艦の建造または整備作業に対応できると報じた。中鋼が生産したHSLA-80耐圧合金鋼は、潜水艦の6つの耐圧円筒形船体パーツに加工・溶接される。 船体パーツが要求される基準を満たすことが試験された後、各部の設備とパイプラインが設置され、陸上の試験場を通じて、キャリアプラットフォーム、推進システム、電気システム、制御システムなどの重要な機器が調整・試験される。通信、潜望鏡、制御など、潜水艦の戦闘システム関連機器も陸上で事前に統合され、テストされた。
準備が整い次第、主工場の後方にある「組合工場」で、設置・テストが完了した6つの船体パーツが溶接される。 船体パーツが組み合わされる前に、推進システム、電気システム、制御システム、戦闘システムの最終テストが陸上で実施され、すべてが最終テストに合格してから船体パーツが組み合わされる。 船体パーツが組み合わされた後、潜水艦全体の圧力試験が実施される。 すべての陸上試験が終了した後、潜水艦は進水のために浮ドックに移され、その後、すべての静的および動的試験が海上で実施される。
2019年5月9日、台湾国際造船高雄工場で潜水艦建造専用工場の起工式が行われ、蔡英文総統、陳菊総統府秘書長、陳其邁行政院副院長、國防部長嚴德發、台湾国際造船董事長鄭文隆ら関係者が出席した。計画を請け負う台湾国際造船によると、コード番号「1168」の試作艦は2024年半ばに進水し、各種試験運用を経て2025年末に中華民国海軍に引き渡され、初期運用能力を達成する予定。
2019年9月、台湾メディアは、台湾国際造船が国家中山科学研究院(NCSIST)と建設入札に関する工事時間の調整を行っていた期間中、NCSISTは工事時間の半分以上を要求したが、台湾国際造船は非常に不合理であると考えたと報じた。 調整がうまくいかなかったため、台湾国際造船の鄭文隆董事長は報告書を作成し、国防部と国家安全保障会議に苦情を申し立て、国防部の高官は双方を招いて会談を行い、紛争の詳細について学び、工事時間を再配分した後、双方は紛争について合意に達した。 紛争について合意に達した。
台湾国際造船の前身である中国造船は、2002年に潜水艦中間部の耐圧殻構造を自費で試作していたが、当時は潜水艦用の耐圧鋼材を加工する設備が整っておらず、潜水艦の耐圧殻に使用できる鋼材が開発されていなかったこと、潜水艦に使用されるHY-80等級の鋼板は国際的には規制品であることから、この実験区間は耐圧殻構造を構築するための予備工程試験として、通常の船舶用鋼板で製作した模型に過ぎなかった。
潜艦国造の実施に伴い、台湾国際造船は潜水艦用耐圧鋼の加工に使用できる設備の取得を開始し、中鋼は潜水艦用耐圧船体の製造に使用できるHSLA-80 CRHS56鋼板を生産した。2019年、台湾国際造船は試験的な耐圧殻製造計画を実施し、中鋼のHSLA-80 CRHS56鋼板を使用し、機械加工と溶接技術を検証し、材料と作業手順をテストした。同年9月、台湾国際造船はNCSISTなどの関連部門と共同で、台湾東部の太平洋で潜水艦模擬船体パーツの耐衝撃試験を行った。これは台湾初の自作艦の水中耐衝撃試験であり、水中耐衝撃試験は中鋼のHSLA-80 CRHS56鋼板と台湾国際造船の耐圧殻加工工程が基準を満たすことを確認するため、水深を変えて数回行われた。2023年9月28日に行われた「海鯤」の命名・進水式典では、軍事ニュース通信社が制作したフィルムが実際の衝撃試験も撮影した。
2020年7月5日、高さ45メートルの潜水艦建造専用施設が完成し、7月には各種潜水艦建造設備の設置工事が行われ、11月3日には潜水艦建造専用施設の試運転式が行われ、潜水艦設計管理棟の名称が「海昌」に決定したことが発表された。11月24日、試作艦の起工式が海昌ビルで行われたが、その日、『聯合報』などのメディアは、潜水艦の工場はまだ完成しておらず、潜水艦の機械に敏感な装備の輸出許可証2枚もまだ発行されていないと報じた。
2021年、中華民国政府は、実現可能であれば試作艦の進水を2023年に前倒しし、2024年に中華民国海軍に引き渡し、後続艦の量産を計画する意向である。
試験
2023年9月28日、台湾の高雄で命名・進水式が行われ、蔡英文総統が原型艦に「海鯤」（SS-711）と命名した。潜水艦の建造プロジェクトを推進してきた蔡英文総統は、台湾の旗をデザインしたカバーに包まれた潜水艦を前に「今日という日は歴史に刻まれるだろう」と語った。台湾国際造船の発表によると、「海鯤」の材料、設備、部品の供給・製造には100社近くの地元メーカーが関わっており、地元での内製化率は約40％、後続の内製化率も徐々に高めていくという。
2023年10月1日から、「海鯤」は港內試験段階に入り、2024年4月1日までに完了し、その後、海上試験が行われる予定である。同年12月、潜艦国造プロジェクトグループの召集者である黃曙光退役上将は、「『海鯤』は進水に関する建造契約の条件を満たしており、全艦の乗組員が承認され、受け入れ乗組員の責任を与えられ、設備試験、システム運用、各種教育訓練に投入されている」と述べた。
2024年2月26日、「海鯤」は海昌工場から運び出され、浮ドックから「海鯤」の乾ドックに運ばれ、潜水艦の重量配分設計を検証するための準備傾斜試験が行われた。重量配分を調整した後、第2段階の接岸試験に入り、電池や非船殻貫通型潜望鏡などを設置し、動力システム、兵器システム系などの試験に進み、全てに合格すると海上試験できる。

## 設計と規格
全体設計には、バージョン3.0Bの構成、バージョン3.05の構成、開発過程で生まれたその他の構成が含まれ、最終的にはバージョン4.0がビル建設に採用され、700枚以上の設計図が作成された。

### 初期設計計画
海鯤級の公式データはまだ公開されていないため、関連するデータや説明は、メディアの報道や実際の展示映像から推測するしかない。潜艦国造は初期段階で難航している。剣龍級潜水艦の船体設計に関する知的財産権はオランダ側にあるため、オランダ側が権利と設計図を公開できれば、潜艦国造の船体設計の難易度は大幅に下がる。海軍造船発展中心主任の邵維揚少将が率いる代表団は、2017年初めに欧州の潜水艦建造国4カ国を訪問した際にオランダ側と接触したが、相手側は依然として知的財産権と設計図の売却を拒否したため、台湾は潜艦国造に剣龍級潜水艦の模倣品を採用できなかった。代表団がドイツ、イタリアと協議した際、両国の潜水艦メーカーは台湾の潜水艦設計に協力したい意向を示したが、同時に潜水艦技術協力には各国政府の承認が必要であり、協力の可能性は低いと指摘した。 代表団がイギリスを訪問して話し合った際、イギリス側は、台湾が独自に潜水艦を設計するのは難しいようだが、潜水艦の建造と設計に関するコースを提供し、台湾の艦船を一から設計できるようにすることはできると述べた。
潜水艦の設計模型が公開され、実際の原型艦が登場した後、海外メディアは、台湾船舶は設計過程で海軍が運用する剣龍級潜水艦の外観を参考にした可能性があると推測したが、このオランダの潜水艦を模倣するリバースエンジニアリング方式を採用したわけではなく、他国の潜水艦を模倣したわけでもなく、台湾国際造船の技術者が海外の潜水艦コンサルタントの協力を得て設計し、新たに獲得した技術と設備を組み合わせて設計を作成した。 したがって、海鯤級潜水艦の船体設計の知的財産権は台湾にある。

### バージョン3.05（2019年展示模型）
2019年5月9日に行われた建設工場の起工式で、台湾国際造船の周志明総経理は報道陣に対し、今回発表された潜水艦の模型は決定版情報のバージョン3.05であると述べた。
バージョン3.05は、全長約70メートル、幅約8メートル、排水量約2,500～3,000トン。X舵を採用すると、4つの舵を独立して駆動する必要があるため、制御システムはX舵よりも複雑になるが、各舵が上下昇降と左右操舵を制御する能力を持つため、柔軟性が高く、突出舵が小さくなり、海底で潜水艦が着底するのに有利である。潜舵は艦橋の両側にあり、イギリス海軍のアスチュート級原子力潜水艦に似た外観をしている、船体の両側に側面ソナー・アレイ。

### バージョン4.0 （実際の外観）
最初の海鯤級潜水艦の命名・進水式の公式写真には、バージョン3.05の設計と比較して、船体の後端に水平翼が追加されているのが写っている。 イスラエル海軍のドルフィン2級潜水艦も、水平軸の安定性を高め、緊急浮上や潜航のスピードアップにつながる迎角や降角を強化するため、同様の構成となっている。艦首のソナーや魚雷発射管、側面ソナー・アレイ、艦尾のスクリュープロペラ形状はいずれも機密なため、進水式ではすべて装飾で覆われた。 「海鯤」の表面は剣龍級に似ているが、ステルス性を高めるため、最新の潜水艦で一般的に使用されている水中吸音材・反射材は装着されておらず、後の艦ではその装着が検討されると思われる。中華民国海軍は、台湾の自社製リチウムイオン蓄電池が潜水艦の時間要件を満たすことができる可能性があると主張しており、後続の艦船は、自社製でなく輸出規制の対象となる潜水艦の鉛蓄電池の代わりに、自社製リチウムイオン蓄電池を使用できる可能性があるとしている。 最初の船は、より成熟した技術である鉛蓄電池をまだ使用する。
海外メディアの報道によると、「海鯤」のC4ISTARシステムはロッキード・マーティン社から供給され、ソナーシステムはレイセオン社のMS3ソナーシステム（Modular Scalable Sonar System）は、艦首ドーム内に円筒形ソナー、逆探ソナー、パッシブソナー、側面型アレイソナーを装備している。曳航アレイ・ソナーについては、船体設計に大幅な変更が必要となり、時間的な遅れとリスクの増大を招くことを設計チームが懸念したため、最初の潜水艦バッチには装備されないと報告されている。センサーは主に米L3ハリス社から提供され、バージニア級AN/BVS-1由来の非船殻貫通型潜望鏡を含むすべてのセンサー（通信マスト、電波傍受用、電子戦、航海用レーダーなどを含む）、統合通信システム(Integrated Communication System）、統合情報処理システム(Integrated Platform Management System，IPMS）および多くの装置を提供しています。
兵装面では、海鯤級の艦首には533mm魚雷発射管を装備している。Mk48 Mod6 AT魚雷及び、ハープーン対艦ミサイルを装備する見込みで、NCSISTが開発した萬象機雷の展開にも使用できる。防御装備には、魚雷デコイが含まれており、襲来する敵の魚雷を妨害し、戦闘での生存性を高めることができるため、このような防衛装備を搭載した台湾初の潜水艦となった。当初、トルコのアセルサン社が提供するシステムを使用する予定だったが、中国が情報漏洩を知りトルコに圧力をかけたところ、販売元からシステムの輸出許可が得られないと告げられたため、潜艦国造プロジェクトグループは予備計画を発動し、NCSISTは潜水艦関連を担当する「神竜プロジェクトグループ」とミサイル研究所自身によって魚雷デコイを開発した。デコイは、潜水艦の船体両舷の中尾部の上方位置に設置され、両側に12個ずつ、合計24個のデコイが設置される。

## 同型艦
| 艦番号 | 艦名 | 造船所       | 起工           | 進水           | 受領              | 就役       | 現況     | 注釈   |
| ------ | ---- | ------------ | -------------- | -------------- | ----------------- | ---------- | -------- | ------ |
| SS-711 | 海鯤 | 台湾国際造船 | 2020年11月24日 | 2023年09月29日 | 2025年11月3日予定 | 2025年予定 | 接岸試験 | 試作艦 |